# John Muhl
John Adolf Muhl (ur. 18 czerwca 1879 w Łaguszewie, zm. 2 lutego 1943 w Gdańsku) – działacz państwowy Wolnego Miasta Gdańska, historyk.
John Muhl urodził się w rodzinie gdańskich patrycjuszy Adolfa i Elizabeth Muhl. Po zdaniu matury w gimnazjum w Gdańsku studiował prawo i nauki polityczne na uniwersytetach m.in. w Jenie i Halle. Od 1903 pracował w różnych sądach ówczesnej prowincji Prusy Zachodnie. W 1914 został mianowany prokuratorem, a w 1924 pierwszym prokuratorem (nadprokuratorem) Wolnego Miasta Gdańska. W latach 1926–1933 był kierownikiem Państwowej Policji Kryminalnej Wolnego Miasta Gdańska. Po dojściu do władzy nazistów powrócił do zawodu adwokata. Z zamiłowania historyk i turysta, wydał wiele publikacji dotyczących dziejów okolic Gdańska (obecnego powiatu gdańskiego), spośród których najbardziej znaczącą jest Geschichte der Dörfer auf der Danziger Höhe.